# Harriet Miers
Harriet Ellan Miers (Dallas, 10 de agosto de 1945) é uma advogada dos Estados Unidos. Tendo sido Conselheira da Casa Branca no governo de George W. Bush e por ele nomeada para postos na administração do governo do Texas, Miers foi indicada por Bush para o cargo de juiz da Suprema Corte dos EUA. Sua indicação foi criticada pesadamente por democratas e republicanos; ela foi não foi considerada suficientemente experiente por muitos membros do Partido Republicano. Ao mesmo tempo, Miers foi criticada por nunca ter sido juíza, não tendo tampouco experiência substancial como jurista. Enfrentando uma reação adversa da sociedade americana, Bush retirou a nomeação. Ele viria a indicar em seguida Samuel Alito, um juiz conservador e experiente, cujo nome foi aprovado pelo Congresso dos EUA.